# Meșeni, Leova
Meșeni (germană Mischeny) este un sat din cadrul orașului Iargara din raionul Leova, Republica Moldova.

## Demografie

### Structura etnică
Structura etnică a localității conform recensământului populației din 2004:
| Grup etnic                    | Populație | % Procentaj |
| ----------------------------- | --------- | ----------- |
| Băștinași declarați Moldoveni | 40        | 64,52%      |
| Găgăuzi                       | 12        | 19,35%      |
| Ruși                          | 4         | 6,45%       |
| Ucraineni                     | 3         | 4,84%       |
| Bulgari                       | 2         | 3,23%       |
| Alții                         | 1         | 1,61%       |
| Total                         | 62        |             |